# Dalmacio Langarica
Dalmacio Langarica Lizasoain, né le 5 décembre 1919 à Otxandio et mort le 24 janvier 1985 à Basauri, est un coureur cycliste espagnol. Professionnel de 1943 à 1955, il a notamment remporté le Tour d'Espagne 1946. Après sa carrière de coureur, il devint directeur sportif dans l'équipe KAS de 1962 à 1972.

## Biographie
Il meurt d'un infarctus du myocarde

## Palmarès

### Palmarès année par année
- 1944
  - Subida al Naranco
  - 2 étapes du Tour de Cantabrie
  - 7eb étape du Tour du Levant
  - 2e du GP Futbol de Sobremesa
  - 2e du Tour de Catalogne
- 1945
  -  Champion d'Espagne de course de côte
  - GP Vizcaya
  - Tour du Guipuscoa
  - 6e étape du Circuito del Norte
- 1946
  -  Champion d'Espagne de course de côte
  - Tour d'Espagne :
    -  Classement général
    - 6e, 10e, 14e et 18e (contre-la-montre) étapes

  - Klasika Primavera
  - GP Pascuas
- 1947
  - Vuelta a Álava
  - 1 étape du Tour de Majorque
  - 2e du Trofeo Masferrer
  - 3e du GP Vizcaya
  - 3e du GP Marca
- 1948
  - 2e, 3ea, 5e et 10eb étapes du Tour d'Espagne
  - Séville-Malaga-Séville :
    - Classement général
    - 1re étape

  - 8e étape du Tour de Catalogne
  - Leintz Bailarari Itzulia
  - Santikutz Klasika
  - 2e du GP Pascuas
  - 2e du GP Marca
  - 2e du Trofeo del Sprint
  - 3e du GP Catalunya
  - 4e du Tour d'Espagne
- 1950
  - 6e, 8e, 13e, 15e et 18eb étapes du Tour du Portugal
  - Porto-Braga
  - 8e étape du Tour de Catalogne
  - 1re étape du GP de Catalogne
- 1951
  - 8e et 13e étapes du Tour du Portugal
- 1952
  - 3e étape de la Bicyclette basque
- 1953
  - GP Mugica
- 1954
  - 5e étape du Tour de Majorque
  - 2e du Tour des Asturies

### Résultats sur les grands tours

#### Tour de France
4 participations
- 1949 : abandon (5e étape)
- 1951 : 58e
- 1953 : 73e
- 1954 : abandon (7e étape)

#### Tour d'Espagne
4 participations
- 1945 : 14e
- 1946 :  Vainqueur final, vainqueur des 6e, 10e, 14e et 18e (contre-la-montre) étapes,  maillot blanc pendant 8 jours
- 1948 : 4e, vainqueur des 2e, 3ea, 5e et 10eb étapes,  maillot blanc pendant 7 jours
- 1950 : abandon

### Tour d'Italie
1 participation
- 1952 : abandon